# NGC 6043
NGC 6043是位於星座武仙座的一個透鏡星系，距離地球約4.44億光年。它是天文學家路易斯·斯威夫特在1886年6月27日發現的。該星系是武仙座星系團的成員。

## 外部連結
- WikiSky上关于NGC 6043的内容：DSS2, SDSS, GALEX, IRAS, 氢α, X射线, 天文照片, 天图, 文章和图片